# Alyssa Allure
Alyssa Allure, född Lisa Daniels 24 maj 1972 i Palm Harbor, Florida, USA, är en amerikansk skådespelare i pornografisk film, och som medverkat i över 250 filmer sedan debuten 1995. En av hennes tidigaste scener var tillsammans med den obscenitetsdömde regissören Max Hardcore. 